# Onihei Hankachō
Onihei Hankachō (鬼平犯科帳?), también conocida como Onihei, es una serie de novelas policiales escritas por Shōtarō Ikenami. Ha sido adaptada a un dorama, al manga por parte de Kubota Sentarō y Takao Saito (guion y arte, respectivamente), una película de imagen real, un OVA, y una serie de anime.

## Argumento
Durante la era Tenmei, Heizo Hazegawa es el jefe de una organización que vela por la paz en Edo. Por su gran habilidad es conocido como "Onihei" (Oni no Heizo, del japonés "Heizo, el demonio").

## Personajes
- Heizō Hasegawa (長谷川平蔵 Hasegawa Heizō?)
- Tatsuzō (辰蔵 Tatsuzō?)
- Hisae (久栄 Hisae?)
- Ojun (お順 Ojun?)
- Omasa (おまさ Omasa?)
- Chūgo Kimura (木村忠吾 Kimura Chūgo?)
- Chūsuke Sajima (佐嶋忠介 Sajima Chūsuke?)
- Yūsuke Saka (酒井祐助 Sakai Yūsuke?)
- Yasugorō Koyanagi (小柳安五郎 Koyanagi Yasugorō?)
- Hikojū (彦十 Hikojū?)
- Kumehachi (粂八 Kumehachi?)
- Samanosuke Kishii (岸井左馬之助 Kishii Samanosuke?)

## Adaptaciones

### Dorama
El dorama fue televisado entre 1989 y 2001.

### Manga
Una adaptación al manga de la obra original fue escrita por Sentarō Kubota y dibujada por Takao Saito. Comenzó a publicarse en 1993 en la revista Comic Ran de la editorial LEED Publishing Co., Ltd. Actualmente cuenta con 100 volúmenes en formato tankōbon publicados.

### Acción real
La obra tuvo su adaptación al cine, bajo la dirección de Yoshiki Onoda. El guion fue adaptado por Tatsuo Nogami. La película fue estrenada en Japón el 18 de noviembre de 1995. Participaron los mismos actores que los aparecidos en el dorama.

### Anime
La serie de anime fue transmitida durante el invierno japonés de 2017. Contó con 13 episodios.

#### Lista de episodios
| Núm. | Título                                     | Fecha de emisión      | Ref. |
| ---- | ------------------------------------------ | --------------------- | ---- |
| 1    | "Chigashira no Tanbee" (血頭の丹兵衛)      | 10 de enero de 2017   |      |
| 2    | "Honjo, Sakurayashiki" (本所・桜屋敷)      | 17 de enero de 2017   |      |
| 3    | "Anken Hakubaikō" (暗剣白梅香)             | 24 de enero de 2017   |      |
| 4    | "Kettō" (血闘)                             | 31 de enero de 2017   |      |
| 5    | "Yanaka, iroha Chaya" (谷中・いろは茶屋)   | 7 de febrero de 2017  |      |
| 6    | "Tōhōhiden" (盗法秘伝)                     | 14 de febrero de 2017 |      |
| 7    | "Kamewari Kozō" (瓶割り小僧)               | 21 de febrero de 2017 |      |
| 8    | "Ōkawa no Inkyo" (大川の隠居)              | 28 de febrero de 2017 |      |
| 9    | "Wakaremichi" (わかれ道)                   | 7 de marzo de 2017    |      |
| 10   | "Dojō no Wasuke Shimatsu" (泥鰌の和助始末) | 14 de marzo de 2017   |      |
| 11   | "Mukashi no Otoko" (むかしの男)            | 21 de marzo de 2017   |      |
| 12   | "Akireta Yatsu" (あきれた奴)               | 28 de marzo de 2017   |      |
| 13   | "Kitsunebi" (狐火)                         | 4 de abril de 2017    |      |

#### Banda sonora
- Opening: Onihei ~Edo wo Hashiru~ por Tanaka Kouhei.
- Ending: Soshite.. Ikinasai (そして・・生きなさい) por Saori Yuki (由紀さおり).

### Onihei: Sono Otoko, Heizou Hasegawa
Onihei: Sono Otoko, Heizou Hasegawa (鬼平~その男, 長谷川平蔵~?) es un episodio en formato OVA lanzado el 22 de febrero de 2017.